# Reach (canção)
"Reach" é uma canção de Gloria Estefan lançada como single em 1996. Co-escrita com Diane Warren e retirada do álbum oficial dos Jogos Olímpicos de Verão de 1996, Rhythm of the Games, mais tarde foi apresentada em Destiny, que é o sétimo álbum de estúdio de Estefan.

## Canção
"Reach" foi uma das duas canções oficiais das Olimpíadas de 1996, realizada em Atlanta. Foi escrita por Gloria Estefan e Diane Warren. A canção foi nomeada para o Grammy de Melhor Performance Vocal Pop Feminina na cerimônia em 1997, mas perdeu para "Un-Break My Heart" de Toni Braxton.
Estefan também gravou uma versão em espanhol da canção, "Puedes Llegar", com Julio Iglesias, Plácido Domingo, Jon Secada, Alejandro Fernández, Roberto Carlos, Ricky Martin, José Luis Rodríguez, Patricia Sosa e Carlos Vives nos vocais. Esta versão pode ser encontrada na versão em espanhol do álbum de compilação das Olimpíadas, Voces Unidas.
No Brasil, onze anos depois do lançamento de Reach, em 2007, a canção foi incluída na trilha sonora internacional da novela da Rede Globo, Sete Pecados escrita por Walcyr Carrasco, numa versão cantada em português intitulada "Eu Vou Seguir", cantada por Marina Elali.

## Paradas
| Parada (1996)                                    | Melhor posição |
| ------------------------------------------------ | -------------- |
| Australia Top 40 Singles Chart                   | 23             |
| Colombia Top 40 Singles Chart                    | 1              |
| Eurochart Top 100                                | 64             |
| Finland Top 40 Singles Chart                     | 17             |
| Germany Top 100 Singles Chart                    | 58             |
| Spain Top 40 Singles Chart                       | 2              |
| Sweden Top 60 Singles Chart                      | 19             |
| UK Top 75 Singles Chart                          | 15             |
| U.S. Billboard Hot 100                           | 42             |
| U.S. Billboard Hot Dance Music/Club Play         | 2              |
| U.S. Billboard Hot Dance Music/Maxi-Single Sales | 11             |
| U.S. Billboard Adult Contemporary                | 5              |
| U.S. Billboard Adult Top 40 Singles              | 29             |
| U.S. Billboard Hot Latin Tracks                  | 2              |